# احمد عبدالستار
احمد عبدالستار (عربی: احمد عبد الستار؛ زاده ۶ ژوئیهٔ ۱۹۸۴) یک بازیکن فوتبال اهل اردن است.
وی همچنین در تیم ملی فوتبال اردن بازی کرده‌است.